# Myotis moluccarum
Myotis moluccarum és una espècie de ratpenat de la família dels vespertiliònids. Viu a Indonèsia, Papua Nova Guinea i Salomó. Els seus hàbitats naturals són les zones humides de plana, des de llacs grans fins a boscos amb rierols. És una espècie en risc mínim, és a dir, no sembla que hi hagi cap amenaça significativa per a la seva supervivència. S'alimenta d'insectes aquàtics grans i peixos petits.